# Perigea enixa
Perigea enixa är en fjärilsart som beskrevs av Augustus Radcliffe Grote 1875. Perigea enixa ingår i släktet Perigea och familjen nattflyn. Inga underarter finns listade i Catalogue of Life.